# Natação no Campeonato Mundial de Esportes Aquáticos de 2011 - 4x100 m livre feminino
A prova do revezamento 4x100 metros livre masculino da natação no Campeonato Mundial de Esportes Aquáticos de 2011 ocorreu no dia 24 de julho no Shanghai Oriental Sports Center  em Xangai.

## Recordes
Antes desta competição, os recordes mundiais e do campeonato nesta prova eram os seguintes:
| Tipo                  | Atleta        | Tempo   | Local | Data                |
| --------------------- | ------------- | ------- | ----- | ------------------- |
|                       | Países Baixos | 3:31.72 | Roma  | 26 de julho de 2009 |
| Recorde do campeonato | Países Baixos | 3:31.72 | Roma  | 26 de julho de 2009 |

## Medalhistas
| Ouro | Prata                                                                             | Bronze                                                                      |
| Países Baixos · Inge Dekker · Ranomi Kromowidjojo · Marleen Veldhuis · Femke Heemskerk · Maud Van der Meer | Estados Unidos · Natalie Coughlin · Missy Franklin · Jessica Hardy · Dana Vollmer | Alemanha · Britta Steffen · Silke Lippok · Lisa Vitting · Daniela Schreiber |

## Resultados

### Eliminatórias
14 nações participaram da prova. As 8 melhores nações se classificaram para a final.
| Pos. | Bateria | Raia | Nadadoras      | Nacionalidade                                                                                                | Tempo   | Notas |
| ---- | ------- | ---- | -------------- | --- | ------- | ----- |
| 1    | 2       | 4    | Estados Unidos | Amanda Weir (54.35) Missy Franklin (53.57) Kara Lynn Joyce (54.10) Jessica Hardy (53.62)                     | 3:35.64 | Q     |
| 2    | 1       | 2    | Países Baixos  | Marleen Veldhuis (54.41) Ranomi Kromowidjojo (53.66) Maud Van der Meer (54.70) Femke Heemskerk (52.99)       | 3:35.76 | Q     |
| 3    | 2       | 5    | China          | Li Zhesi (54.47) Wang Shijia (54.60) Pang Jiaying (54.47) Tang Yi (53.60)                                    | 3:37.14 | Q     |
| 4    | 1       | 5    | Alemanha       | Britta Steffen (54.86) Silke Lippok (54.23) Lisa Vitting (54.66) Daniela Schreiber (53.53)                   | 3:37.28 | Q     |
| 5    | 1       | 4    | Austrália      | Kelly Stubbins (54.96) Merindah Dingjan (54.36) Yolane Kukla (55.06) Marieke Guehrer (53.97)                 | 3:38.35 | Q     |
| 6    | 1       | 3    | Canadá         | Victoria Poon (54.79) Erica Morningstar (55.24) Chantal van Landeghem (54.33) Geneviève Saumur (54.44)       | 3:38.80 | Q     |
| 7    | 2       | 3    | Japão          | Yayoi Matsumoto (54.82) Haruka Ueda (54.13) Hanae Ito (54.75) Natsuki Hasegawa (55.58)                       | 3:39.28 | Q     |
| 8    | 1       | 7    | Dinamarca      | Pernille Blume (54.82) Mie Nielsen (55.35) Lotte Friis (55.99) Jeanette Ottesen (53.32)                      | 3:39.48 | Q,    |
| 9    | 2       | 6    | Reino Unido    | Amy Smith (54.98) Francesca Halsall (53.35) Caitlin McClatchey (55.82) Rebecca Turner (55.59)                | 3:39.74 |       |
| 10   | 1       | 6    | Suécia         | Ida Marko-Varga (55.45) Gabriella Fagundez (54.31) Michelle Coleman (54.56) Petra Granlund (56.13)           | 3:40.45 |       |
| 11   | 2       | 2    | Rússia         | Veronika Popova (54.95) Margarita Nesterova (55.12) Natalya Lovtsova (55.83) Elena Sokolova (54.83)          | 3:40.73 |       |
| 12   | 2       | 7    | Bielorrússia   | Aleksandra Gerasimenya (54.14) Sviatlana Khakhlova (55.55) Yana Parakhouskaya (57.38) Yulia Khitraya (56.34) | 3:43.41 |       |
| 13   | 2       | 8    | Brasil         | Tatiana Lemos (55.68) Daynara de Paula (56.38) Flávia Delaroli (56.73) Michelle Lenhardt (55.83)             | 3:44.62 |       |
| 14   | 2       | 1    | Nova Zelândia  | Natasha Hind (55.49) Amaka Gessler (55.00) Sophia Batchelor (58.82) Penelope May Marshall (55.68)            | 3:44.99 |       |

### Final
Estes são os resultados da final.
| Pos.              | Raia | Nadadoras      | Nacionalidade                                                                                        | Tempo   | Notas |
| ----------------- | ---- | -------------- | --- | ------- | ----- |
| Medalha de ouro   | 5    | Países Baixos  | Inge Dekker (54.91) Ranomi Kromowidjojo (53.26) Marleen Veldhuis (53.33) Femke Heemskerk (52.46)     | 3:33.96 |       |
| Medalha de prata  | 4    | Estados Unidos | Natalie Coughlin (54.09) Missy Franklin (52.99) Jessica Hardy (54.12) Dana Vollmer (53.27)           | 3:34.47 |       |
| Medalha de bronze | 6    | Alemanha       | Britta Steffen (54.51) Silke Lippok (54.17) Lisa Vitting (53.85) Daniela Schreiber (53.12)           | 3:36.05 |       |
| 4                 | 3    | China          | Li Zhesi (54.35) Wang Shijia (54.53) Pang Jiaying (54.36) Tang Yi (53.12)                            | 3:36.36 |       |
| 5                 | 2    | Austrália      | Bronte Barratt (54.81) Marieke Guehrer (54.37) Merindah Dingjan (54.14) Alicia Coutts (53.43)        | 3:36.75 |       |
| 6                 | 7    | Canadá         | Victoria Poon (54.74) Geneviève Saumur (55.47) Chantal van Landeghem (53.76) Julia Wilkinson (54.45) | 3:38.42 |       |
| 7                 | 1    | Japão          | Haruka Ueda (54.98) Yayoi Matsumoto (54.00) Hanae Ito (54.94) Natsuki Hasegawa (55.63)               | 3:39.55 |       |
| 8                 | 8    | Dinamarca      | Pernille Blume (54.63) Mie Nielsen (55.23) Jeanette Ottesen (53.76) Lotte Friis (56.12)              | 3:39.74 |       |

Legenda
| Recorde mundial       | Recorde mundial (World record)               |                       | Recorde africano                      | Recorde africano (African) |                                           | Q | Classificado por posição (Qualified) |
| Recorde do campeonato | Recorde do campeonato (Championship record)  | Recorde da América    | Recorde da América (Americas)         | q                          | Classificado por melhor tempo (Qualified) |   |                                      |
| Melhor marca do ano   | Melhor marca do ano (World leading)          | Recorde asiático      | Recorde asiático (Asian)              | DNS                        | Não largou (Did not start)                |   |                                      |
| Recorde nacional      | Recorde nacional (National record)           | Recorde europeu       | Recorde europeu (European)            | DNF                        | Não terminou (Did not finish)             |   |                                      |
| Recorde pessoal       | Recorde pessoal do atleta (Personal best)    | Recorde da Oceania    | Recorde da Oceania (Oceania)          | DSQ / DQ                   | Desclassificado (Disqualified)            |   |                                      |
| Recorde da temporada  | Recorde da temporada do atleta (Season best) | Recorde sul-americano | Recorde sul-americano (South America) | NM                         | Sem marca (No mark)                       |   |                                      |